# 柴田穂
柴田 穂（しばた みのる、1930年〈昭和5年〉3月21日 - 1992年〈平成4年〉2月1日）は日本のジャーナリスト。サンケイ新聞論説委員長。

## 人物
東京生まれ。東京外国語大学外国語学部中国語科卒業。
1954年産経新聞社に入社。のちソウル特派員、および北京支局長となる。紅衛兵らによる文化大革命について、1964年に決まった「日中双方の新聞記者交換に関するメモ」もあり制約された報道だったが、柴田は壁新聞をよみこなし、権力闘争と看破し取材報道、1967年9月に中華人民共和国を追放となる。その後も中国や北朝鮮に対し客観的な観点で著作を行った。産経新聞論説委員に就任。1979年には『毛沢東の悲劇』シリーズを出版する。1984年には、『金日成の野望』を出版し、日本のマスコミや出版社が取り上げない中、北朝鮮の人権抑圧の問題や、在日朝鮮人の帰還事業を、詳しく文章化する。
1992年に亡くなるまで数年間は病に倒れ面会謝絶だった。

## 著書

### 現代中国
- 『報道されなかった北京　私は追放された』サンケイ新聞出版局、1967年
- 『文革の三年 ドキュメント』伊藤喜久蔵共著、経済往来社、1968年
- 『周恩来の時代』中央公論社、1971年
- 『現代中国人物100選』秋田書店、1973年
- 『毛沢東と周恩来』浪曼[2]、1974年
- 『毛・周以後の中国』教育社入門新書、1978年
- 『新中国三国志　毛王朝秘史』日本工業新聞社、1978年
- 『中国近代化を演出する男・鄧小平』山手書房、1978年
- 『柴田穂の中国診断』経済往来社、1979年
- 『鄧小平と中国の権力構造　党・行政・軍を完全掌握した』教育社入門新書、1983年
- 『悪の謀略学：朝鮮半島・中ソ・台湾の命運と日本』光文社カッパ・ビジネス、1987年11月。ISBN 978-4334012144
『毛沢東の悲劇』サンケイ新聞社、1979年7月-12月
  - 「第1巻 文化大革命の発端」 ASIN B000J8GCWS
  - 「第2巻 文化大革命の激動」 ASIN B000J8FPBC
  - 「第3巻 文化大革命の混迷」 ASIN B000J8EEPK 　
  - 「第4巻 後継者林彪の転落」 ASIN B000J8DHQW
  - 「第5巻 周恩来の時代」 ASIN B000J8CR4U

### 朝鮮半島関連
- 『射殺 : 朴大統領の死』サンケイ出版、1980年5月26日。
- 『謎の北朝鮮 : 地上の楽園か、この世の苦界か』光文社カッパ・ビジネス、1986年7月31日。ISBN 978-4334011963。

金日成の野望
- 『金日成の野望 上巻 (南侵の構図)』サンケイ出版、1984年10月9日。ISBN 978-4383023375。
- 『金日成の野望 中巻 (粛清の歴史)』サンケイ出版、1984年11月10日。ISBN 978-4383023429。
- 『金日成の野望 下巻 (望郷の日本人妻)』サンケイ出版、1984年11月10日。ISBN 978-4383023436。

訳書
- 金萬鉄（著）『悪夢の北朝鮮 : 亡命船「ズ・ダン」号が伝える謎の国の実態』全富億と共訳、光文社カッパ・ブックス、1987年6月30日。
- 咸允植『金大中の虚像と実像』竹書房、1987年12月。ISBN 978-4884750282